# Böcklein
Das Böcklein war ein Volumenmaß in Württemberg. Das kleine Maß galt als Getreidemaß. In anderen Regionen war es nach der Maßordnung von 1806 das  Eklen oder Ecklein. 
Böcklein, auch Büschelein leitet sich von dem Begriff für ein Haufen gesammeltem Getreide ab. Garbe, Sammete, Sammetlein, Schäublein oder Schübel sind gleichbedeutend in Franken. Der Getreidehaufen wurde Bock genannt und man bockte (aufstellen) Garben auf.
- 1 Böcklein = 0,69 Liter

Die Maßkette war 
- 1 Scheffel = 8 Simri = 32 Vierling = 256 Böcklein = 177,23 Liter